# Poa boxiana
Poa boxiana är en gräsart som beskrevs av Luces. Poa boxiana ingår i släktet gröen, och familjen gräs. Inga underarter finns listade i Catalogue of Life.